# Jean-François Honnorat
Pour les articles homonymes, voir Honnorat.
Jean-François Honnorat né à Toulon le 12 avril 1802, décédé à Paris le 21 novembre 1877, enterré à Marseille le 23 novembre 1877 était avocat, négociant et maire de Marseille.

## Biographie

### Le négociant
Jean François Honnorat est le fils de Gabriel Antoine Honnorat et de Thérèse Françoise Michel. Il se marie à Toulon avec Adélaïde Victoire Baptistine Féraud dont le frère Charles Timothée épouse une des sœurs de Jean-François. Après avoir été avocat au barreau de Toulon, il s’établit à Marseille où il fonde avec son frère et deux beaux-frères, une maison de commerce appelée « Féraud et Honnorat frères ».

### Le maire
En 1848 il rentre au conseil municipal puis devient l’adjoint de Lacropte de Chanterac. Il devient maire en 1855, poste qu’il occupera jusqu’en 1859. Son mandat a été marqué par la réalisation ou le lancement de travaux dont on peut citer :
- L’établissement par arrêté du 27 septembre 1855 à la place Vivaux d’un marché spécialement affecté à la vente du poisson en gros sous la direction d’un agent officiel[1].
- La création d’une commission composée d’Augustin Fabre, abbé Dassy, Bory pour la surveillance et la gestion de la bibliothèque et du cabinet de Médailles. Le 24 octobre 1857 le maire inaugurait le nouveau cabinet des médailles[2].
- Décision de la transformation de la colline Bonaparte, aujourd’hui jardin Puget, par délibération du 15 juin 1857[3].
- Préparation de l’élargissement de la rue Noailles.
- Grands travaux des Docks et nivellement du Lazaret.
- Création du cimetière Saint-Pierre dont la bénédiction aura lieu le 26 septembre 1855[4].
- Adoption le 3 novembre 1858 du projet de prolongation du cours Lieutaud jusqu’au Boulevard Garibaldi afin de réaliser une liaison entre la gare du Prado et la gare Saint Charles[5].

Après intervention du préfet Besson qui estimait le maire trop indépendant, un décret impérial du 31 décembre 1859 remplaça Honnorat par Lagarde. Honnorat fut élu conseiller général du 4e canton de Marseille et siégea à la Chambre de commerce de 1863 à 1872. Malade, il alla à Paris se faire opérer et y mourut le 21 novembre 1877. Son corps fut ramené à Marseille où la ville lui fit des funérailles officielles. La ville donna son nom à une rue qu’il avait créée entre le Boulevard National et la porte d’Aix. Il était officier de la légion d’honneur.